# تاریخ روم (کتاب مومسن)

نسخهٔ چرکنویس تاریخ روم با دستخط مومسن.

تاریخ روم (آلمانی: Römische Geschichte) کتاب تاریخ چندجلدی روم باستان اثر مورخ آلمانی تئودور مومسن (۱۸۱۷–۱۹۰۳) است. سه جلد این مجموعه نخستین بار بین سالهای ۱۸۵۴ تا ۱۸۵۶ در لایپزیگ منتشر شد که مربوط به جمهوری روم بود. این اثر مورد استقبال خوانندگان قرار گرفت و مومسن را یک‌شبه معروف کرد. جلدهای بعدی کتاب که در مورد امپراتوری روم بود در زمان زندگانی او به چاپ نرسید، ولی پس از مرگ او از روی سخنرانی‌هایش جمع‌آوری شد.
تاریخ روم هنوز از کتب مرجع دانشگاهی است. در بیانیهٔ اهدای جایزه نوبل نام این اثر به ویژه ذکر شده‌است.